# Tillandsia purpusii
Espèce
Classification phylogénétique
Tillandsia purpusii Mez est une plante de la famille des Bromeliaceae.
Le terme purpusii est une dédicace au botaniste C.A. Purpus (1851-1941), collecteur de la plante.

## Protologue et Type nomenclatural
Tillandsia purpusii Mez, in Repert. Spec. Nov. Regni Veg. 14: 251 (1916)
Diagnose originale :
« Statura parva; foliis subbulbose rosulatis, appresse lepidotis canoviridibus basin versus brunnescentibus; inflorescentia 2-pinnatim panniculata[sic], apicis pinnatim ex axi primario prodeuntibus dense flabellatis, ad 8-floris, bracteas primarias longe superantibus; bracteolis florigeris sepala subaequaliter libera bene superantibus; floribus stricte erectis; petalis violaceis, tubulose erectis, genitalia praeclare superantibus. »
Type : leg. C.A. Purpus ; « in republica Mexicana prope Boca del monte » .

## Synonymie

### Synonymie nomenclaturale
(aucune)

### Synonymie taxonomique
- Tillandsia valenzuana A.Rich. (pro parte[2])

## Distribution
- Amérique centrale :
  -  Mexique[1]
  -  Costa Rica[1]